# Jan Koert
Jan Hendrik (Jan) Koert (Rotterdam, 6 november 1853 – Atlantic City, 2 februari 1911) was een Nederlands violist en concertmeester, die die functies ook bekleedde in de Verenigde Staten.
Koert was zoon van kantoorbediende Hendrik Carel Koert en Alida Willemina Hengeveld van der Heulen. Hij was vanaf 1890 (verloving 1889) enige tijd getrouwd met de Amerikaanse zangeres Selma Kronold, nicht van Moritz Moskowski.
Hij kreeg zijn opleiding van Emanuel Wirth in Rotterdam. Hij raakte bevriend met Samuel de Lange jr., die samen met enkele vrienden hem in de gelegenheid stelden vervolgstudies te volgen in Berlijn bij Joseph Joachim en Parijs bij Hubert Léonard . Hij werd enige tijd concertmeester bij de Hoogduitsche Opera in Rotterdam. Hij was voorts medewerker bij de Bayreuther Festspiele; hij werd door Hans Richter aangesteld. Hij trad ook wel als solist op in orkestmuziek en kamermuziek. Een benoeming bij de Deutsche Landestheater te Praag sloeg hij af. Hij was leraar van Anton Ganter.
Hij werd in de late jaren tachtig tweede concertmeester bij het Kursaalorkest in Oostende, hij nam plaats naast de later wereldberoemde Eugène Ysaÿe. Hij maakte toen ook deel uit van een kwintet rondom Anton Rubinstein. In 1890 emigreerde het echtpaar naar de Verenigde Staten waarbij hij vermoedelijk even speelde in het orkest van Theodore Thomas en orkesten van Seidl en Walter Damrosch. In 1890/1891 was hij werkzaam bij de Boston Symphony Orchestra. Hij stel verhuisde naar New York waar hij les gaf aan het National Conservatory of Music of America, waar Antonín Dvořák de directeur was. Koert speelde in het kwartet van Adolph Brodsky. In het seizoen 1894/1895 speelde hij altviool bij de New York Symphony, wist zich echter op te werken tot concertmeester van dat orkest van 1895 tot 1898. Het echtpaar maakte rond 1900 ook enige tijd deel uit van het gezelschap van de Metropolitan Opera in New York. Koert werd voor het seizoen 1900-1901 concertmeester bij het Philadelphia Orchestra; het daaropvolgende jaar was hij tweede concertmeester. Hij ging toen bij datzelfde orkest eerste altviool spelen, een functie die hij tot 1908 bekleedde.  